# Cembalea
Cembalea Wesolowska, 1993 è un genere di ragni appartenente alla famiglia Salticidae.

## Distribuzione
Le 3 specie oggi note di questo genere sono diffuse in Africa centrale e meridionale.

## Tassonomia
L'esemplare di riferimento di Neaetha heteropogon Simon, 1910, pur essendo antecedente, non è stato ben identificato e caratterizzato. L'aracnologa Wanda Wesolowska nell'istituire questo genere nel 1993 si è basata sulle caratteristiche degli esemplari maschili e femminili di Tularosa plumosa Lessert, 1925, decretandoli di fatto specie tipo.
A dicembre 2010, si compone di tre specie:
- Cembalea affinis Rollard & Wesolowska, 2002 — Guinea
- Cembalea heteropogon (Simon, 1910) — Africa meridionale
- Cembalea plumosa (Lessert, 1925) — Tanzania, Sudafrica